# Cybaeus coylei
Espèce
Cybaeus coylei est une espèce d'araignées aranéomorphes de la famille des Cybaeidae.

## Distribution
Cette espèce est endémique de Californie aux États-Unis,. Elle se rencontre dans le comté de Tuolumne vers Pinecrest.

## Description
La carapace du mâle holotype mesure 3,3 mm de long sur 2,43 mm et la carapace de la femelle paratype mesure 3,4 mm de long sur 2,35 mm.

## Étymologie
Cette espèce est nommée en l'honneur de Frederick A. Coyle.

## Publication originale
- Bennett, Copley & Copley, 2021 : « Cybaeus (Araneae: Cybaeidae): the aspenicolens species group of the Californian clade. » Zootaxa, no 4926(2), p. 224-244.